# 普羅特姆 (密蘇里州)
普羅特姆（英語：Protem）是位於美國密蘇里州托尼縣的非建制地區。

## 歷史
普羅特姆的郵局自1875年營運至今。

## 地理
普羅特姆所處的海拔為高於海平面213米（即699英呎），而該地所採用的時區為UTC-6，即北美中部時區（CST）。同時該地設有夏令時間，為UTC-6調快一小時，即UTC-5（CDT）。